# Montecelo (Monforte de Lemos)
Montecelo es una aldea española situada en la parroquia de Chavaga, del municipio de Monforte de Lemos, en la provincia de Lugo, Galicia.

## Otras denominaciones
La aldea también es conocida por el nombre de O Piricallo.

## Localización
Se encuentra a una altitud de 391 metros sobre el nivel del mar, entre la línea ferroviaria León-La Coruña y la carretera N-120.

## Demografía
| Gráfica de evolución demográfica de Montecelo entre 2000 y 2020 |
|                                                                 |
| Datos según el nomenclátor publicado por el INE.                |